# Nyanza
Nyanza (također i Nyabisindu) grad je u Ruandi, u Južnoj provinciji. Sjedište je istoimenog distrikta. Leži na nadmorskoj visini od 1800 metara, oko 50 km cestom sjeverno od granice s Burundijem. Nekadašnja je prijestolnica Kraljevine Ruande. Glavna znamenitost grada stara je kraljevska palača, danas muzej.
Nyanza je, nakon proglašenja neovisnosti Ruande, postupno gubila na važnosti kako se gospodarstvo selilo u Kigali. Broj stanovnika dodatno je reduciran genocidom Hutua nad Tutsijima iz 1994. godine.
Godine 2002. Nyanza je imala 60.117 stanovnika.